# Verceil
Verceil [vɛʁ.sɛj] (en italien Vercelli) est une ville italienne, chef-lieu de la province du même nom dans la région du Piémont.

## Géographie
La ville est située sur la rivière Sesia, dans la plaine du Pô entre Milan et Turin. C'est un centre important pour la culture du riz. Le climat est typique de la vallée du Pô avec du froid, des hivers brumeux (0,4 °C en janvier) et la chaleur accablante pendant les mois d'été (23,45 °C en juillet). Les pluies sont plus fréquentes au printemps et en automne, les orages sont fréquents en été.
La ville a été le chef-lieu du département de la Sesia, un des cinq départements français formés de 1802 à 1814 par le Piémont avec trois arrondissements : Verceil, Bielle et Santhia et 23 cantons.
La première université du monde financée par les deniers publics a été créée à Verceil en 1228. Aujourd'hui, la ville dispose d'une campus de littérature et philosophie  de l'université du Piémont oriental et d'une antenne de l'École polytechnique de Turin.

## Toponymie
Le nom de la ville est Vercelli en italien, Versèj en piémontais et Verceil en français.

## Histoire
Elle a été fondée, selon la plupart des historiens[réf. nécessaire], vers l'an 600 av. J.-C., puis elle se développe sous le contrôle du peuple des Libici dont elle est l'une des agglomérations. C'est dans les plaines de Vercelli (Vercellae) qu'eut lieu, en 101 av. J.-C., la bataille de Verceil opposant les troupes du général romain Marius aux Cimbres.
Le Magister militum Imperial Flavius Stilicon y anéantit les Goths 500 ans plus tard. La ville était à moitié en ruines du temps de saint Jérôme. Après l'invasion lombarde, elle appartenait au duché d'Ivrée. En 885 elle était sous la juridiction du prince-évêque, qui était comte de l'Empire.
Verceil est une des étapes de la Via Francigena, chemin de pèlerinage menant à Rome. Elle est mentionnée à ce titre par Sigéric de Cantorbéry, en 990, avec la mention XLIII Vercel. (numéro d'étape en partant de Rome).
Elle est devenue une commune indépendante en 1120, et a rejoint les première et seconde ligues lombardes. Ses statuts sont parmi les plus intéressants de ceux des républiques médiévales. En 1197, ils ont aboli la servitude de la glèbe. En 1228, l'université de Pavie a été transférée à Vercelli, où elle resta jusqu'au XIVe siècle, mais sans obtenir beaucoup plus d'importance, seule une école de droit des universités a été maintenue. C'est en ce début de XIIIe siècle qu'est fondée l'abbaye Saint-André de Verceil, son premier abbé étant Thomas Gallus ou Gallo (mort entre 1226 et 1246, date contestée).
Pendant les troubles du XIIIe siècle, elle tomba au pouvoir des Della Torre de Milan (1263), puis des marquis de Monferrato (1277). Les Tizzoni (gibelins) et Avogadri (guelfes) se sont contesté la ville de 1301 à 1334, les derniers étant expulsés à plusieurs reprises, permettant ainsi au marquis de Montferrat de prendre Vercelli (1328), qui s'est alors volontairement placé sous l'autorité du vicomte de Milan en 1334. En 1373, l'évêque Giovanni Fieschi expulsa les Visconti, mais Matteo reconquit la ville. Facino Cane (1402), profitant des conflits entre Jean Marie Visconti et Philippe Marie Visconti, s'empara de Vercelli, mais il fut chassé par Théodore II de Montferrat (1404), avec qui la ville passa aux ducs de Savoie (1427).
En 1499 et 1553 la ville a été prise par les Français, et en 1617, 1638 et 1678 par les Espagnols. En 1704, elle supporte un siège éprouvant par les Français, qui n'ont pas réussi à détruire la forteresse, après quoi elle partage le destin de la Savoie.
Vercelli fut le siège d'un important atelier monétaire sous les ducs de Savoie.
Entre le 11 septembre 1802 et avril 1814, Verceil fut française (préfecture du département de la Sésia), avant de revenir au royaume de Sardaigne à la Restauration.

### Édit de Verceil
En 1562, par l’« édit de Verceil », Emmanuel Philibert jette les fondements d’une véritable armée nationale : « Nous avons décidé d'établir des gens de guerre qui soient nos propres sujets. Ils ne serviront pas comme mercenaires mais comme en leur cas propre pour la défense de leur prince et de leur patrie. »

## Monuments et patrimoine
- Église Santa Maria Maggiore (it)
- Église San Marco (it)
- Piazza Cavour (it)
- Église San Cristoforo (it)
- Cathédrale
- Basilique Saint-André
- Château Visconteo
- Synagogue

Vercelli est le foyer de nombreux vestiges de l'époque romaine, par exemple un hippodrome amphithéâtre, des sarcophages, de nombreuses inscriptions importantes, dont certaines sont chrétiennes.
Il existe deux tours remarquables dans la ville : la Torre dell'Angelo qui se dresse sur la place du vieux marché et la Torre di Città, Via Gioberti.
La cathédrale, autrefois ornée de piliers précieux et de mosaïques, a été édifiée et agrandie par Eusèbe de Verceil, à qui elle fut dédiée après sa mort. Elle a été remaniée à partir du IXe siècle, et radicalement changée au XVIe siècle par le comte Alfieri. Comme les autres églises de la ville, elle contient des tableaux de valeur, en particulier ceux de Gaudenzio Ferrari, Gerolamo Giovenone et Lanino, qui étaient originaires de Vercelli. La bibliothèque de la cathédrale contient le fameux « Livre de Vercelli », un vieux manuscrit anglais qui comprend le célèbre poème Le Rêve de la Croix (The Dream of the Rood), les lois lombardes du VIIIe siècle et d'autres manuscrits anciens.
La basilique Saint-André a été érigée par le cardinal Guala Bicchieri en 1219 : en collaboration avec l'ancienne abbaye cistercienne, elle est l'un des plus beaux monuments romans en Italie et l'un des mieux conservés. La façade, encadrée par deux tours élancées, est animée par l'alliance chromatique de la pierre et du marbre, et ornée de 3 portails à voussures, dont les tympans ont été attribués au sculpteur Benedetto Antelami. Le clocher le plus massif, sur le côté droit, date du XVe siècle. L'austère intérieur à 3 nefs conserve un chœur en bois marqueté, ainsi que le tombeau (du XIVe siècle) de Tommaso Gallo, premier abbé de la basilique. De la nef gauche, on accède aux édifices abbatiaux et cloître qui offrent une belle vue sur l'ensemble des bâtiments.
Parmi les autres églises remarquables, on peut citer l'église Saint-Christophe, construite au XVIe siècle et remaniée au XVIIIe siècle. L'église San Cristoforo abrite un magnifique cycles de fresques exécutées entre 1529 et 1534 par Gaudenzio Ferrari, retraçant des épisodes de la vie de sainte Marie-Madeleine et de la Vierge Marie. La Crucifixion et l'Ascension comptent parmi les plus belles œuvres de Gaudenzio Ferrari, qui a également peint la belle Madonna degli aranci (Vierge des Orangers), qui se trouve dans l'abside de l'église.
Parmi les monuments historiques, il existe également un Institut des Beaux-Arts, contenant des peintures par des artistes de Vercelli, des vieilles institutions de bienfaisance, comme l'hôpital fondé par le cardinal Guala Bicchieri (1224), les hospices pour les filles orphelines (1553) et pour les garçons (1542), et les maisons de mendiants. Il faut aussi signaler la synagogue construite au XIXe siècle, après l'émancipation des Juifs en Italie. Selon les plans de Giuseppe Locarni, cette synagogue a été édifiée vers 1870 dans un style mauresque.
Vercelli est la ville où se déroule, depuis 1997, le festival Viotti, manifestation internationale de concours de violons.

## Administration
| Période                                  | Période  | Identité          | Étiquette   | Qualité |
| ---------------------------------------- | -------- | ----------------- | ----------- | ------- |
| 1995                                     | 2004     | Gabriele Bagnasco | PD          |         |
| 2004                                     | 2014     | Andrea Corsaro    | PdL         |         |
| 2014                                     | 2019     | Maura Forte       | PD          |         |
| 2019                                     | 2024     | Andrea Corsaro    | FI          |         |
| 2024                                     | En cours | Roberto Scheda    | Indépendant |         |
| Les données manquantes sont à compléter. |          |                   |             |         |

### Communes limitrophes
Asigliano Vercellese, Borgo Vercelli, Caresanablot, Desana, Lignana, Olcenengo, Palestro (province de Pavie), Prarolo, Salasco, Sali Vercellese, San Germano Vercellese, Villata, Vinzaglio (province de Novare)

## Gastronomie
Le plat typique est le riz avec des haricots, appelé panissa. Le vin typique est le Gattinara, un vin rouge classique du Piémont, fait principalement à partir du cépage Nebbiolo (connu localement sous le Spanna) de la commune de Gattinara, où il existe des preuves archéologiques de vignes cultivées à l'époque romaine.

## Sport
L'US Pro Verceil Calcio a été l'un des clubs de football les plus victorieux en Italie au début du XXe siècle, remportant le championnat national à sept reprises entre 1908 et 1922. En 2010, il a été radié des championnats.
Aujourd'hui le FC Pro Verceil 1892, précédemment appelé AS Pro Belvedere Verceil, a repris sa tradition dans la Ligue Pro Deuxième Division et a été promu en Serie B en 2012.

## Jumelage
- Arles (France) depuis 1970
- Tortosa (Espagne)
- Cagliari (Italie)

## Personnalités liées à la commune
- Saint Eusèbe de Verceil,  évêque de Verceil en 343, il fut le premier évêque en Occident à vivre en communauté avec son clergé.
- Guillaume de Verceil, fondateur de l'ordre de Montevergine, né dans la ville en 1085.
- Amédée IX de Savoie, duc de Savoie, prince de Piémont, comte d'Aoste et de Maurienne, y mourut le 30 mars 1472.
- Mercurino Arborio de Gattinara (1465-1530), issu d'une noble famille de Verceil, président du Parlement de Bourgogne, ambassadeur de l'empereur Maximilien auprès de Louis XII, chancelier de l'empereur Maximilien (1518), puis de Charles Quint (1519), cardinal diacre en 1529 y est né en 1465.
- Le Sodoma, peintre, né dans la ville en 1477.
- Charles III de Savoie, duc de Savoie y décède en 1553.
- Alexandre de Rège (1774-1842), général des armées de la République française et de l'Empire y est décédé.
- Louis Boulanger, né le 11 mars 1806 à Verceil, peintre romantique, lithographe et illustrateur français.
- Luigi Galleani, anarchiste insurrectionnel, théoricien anarchiste et éditeur du journal Cronaca Sovversiva (en français, La Chronique subversive) y est né en 1861.
- Virginia Galante Garrone (1906-1998), écrivaine née à Verceil.
- Pietro Ferraris, footballeur international, né en 1912.
- Nino Cerruti, entrepreneur et styliste italien né en 1931 y est mort à l’hôpital le 15 janvier 2022[3].
- Anita Caprioli, actrice, née en 1973.
- Moise Kean, footballeur international, né en 2000.